# تصميم هندسي للطرق

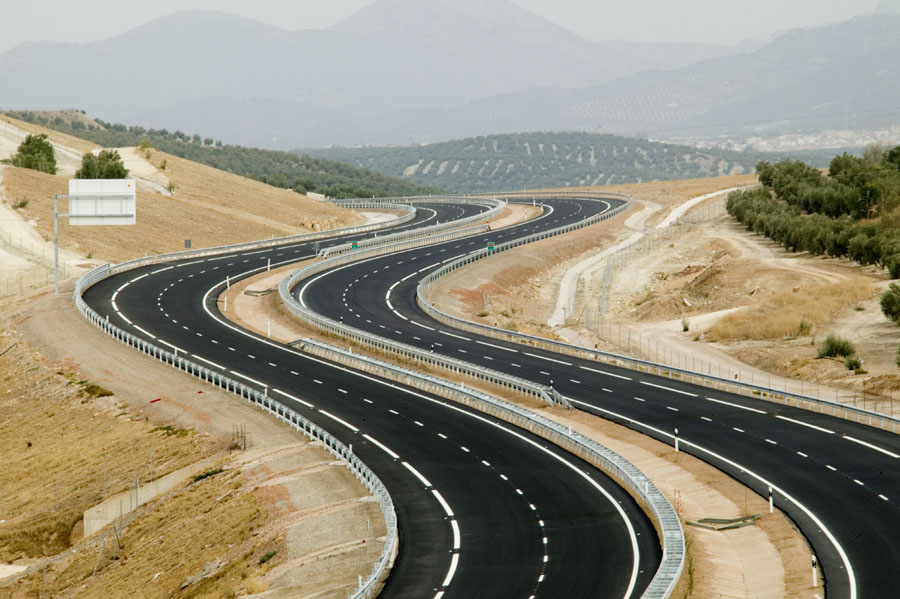

التصميم الهندسي للطرق: هو فرع من هندسة الطرق يُعنى بوضع العناصر للطريق وفقًا للمعايير. يهدف التصميم الهندسي بشكل أساسي إلى تحسين الكفاءة والسلامة مع تقليل التكاليف والأضرار البيئية إلى أدنى حد. يؤثر التصميم الهندسي أيضًا على الهدف الخامس الناشئ الذي يسمى «قابلية المعيشة»، الذي يعرف على أنه تصميم الطرق لتعزيز أهداف المجتمع، بما في ذلك توفير فرص العمل والمدارس والأعمال التجارية والمساكن، واستيعاب مجموعة من وسائل السفر مثل المشي والدراجات والعبور والسيارات، وتقليل استخدام الوقود والانبعاثات والضرر البيئي إلى أدنى حد.
يمكن تقسيم تصميم الطريق الهندسي إلى ثلاثة أجزاء رئيسة: المحاذاة، والمظهر الجانبي، والمقطع العرضي. فهي مجتمعة توفر تخطيطًا ثلاثي الأبعاد للطريق.
المحاذاة: هي رسم مسار الطريق، معرفة على أنها سلسلة من التنقلات الأفقية والمنحنيات.
المظهر الجانبي: هو الجانب الرأسي للطريق، بما في ذلك منحنيات القمة والقاع، وما يربطهما.
ويظهِر المقطع العرضي مكان مسارات المركبات والدراجات والأرصفة وعددها، إلى جانب ميل الشارع للتصريف، وتظهِر المقاطع أيضًا ميزات الصرف وبنية الرصيف وأشياء أخرى خارج فئة التصميم الهندسي مثل الأشجار.

## معايير التصميم
صممت الطرق بالاقتران مع مبادئ توجيهية ومعايير التصميم. تعتمد هذه التدابير السلطات الوطنية وغيرها (مثل الولايات والأقاليم والأقاليم والبلديات)، وتأخذ إرشاداتُ التصميم بعين الاعتبار السرعةَ ونوع المركبات ودرجات الطريق (المنحدر) وعرض العوائق. عبر التطبيق السليم للتوجيهات، جنبًا إلى جنب مع الأحكام الهندسية، يستطيع المهندس تصميم طريق مريح وآمن وجذاب للعين.

## المظهر الجانبي
يتكون المظهر الجانبي للطريق من منحدرات الطرق، مرتبطة بمنحنيات رأسية. تستخدم المنحنيات الرأسية لإحداث تغيير تدريجي من منحدر طريق إلى آخر، حتى تتمكن المركبات من التنقل بسلاسة.
المنحنيات الرأسية المنخفضة: هي تلك التي لها ميل ظل عند نهاية المنحنى أعلى من بداية المنحنى. عند قيادة السيارة على الطريق، يظهر المنحنى المنخفض كوادٍ، مع هبوط المركبة أولا قبل الوصول إلى أسفل المنحنى واستمرار صعودها.
منحنيات القمة الرأسية: هي تلك التي لها ميل ظل عند نهاية المنحنى أقل من بداية المنحنى. عندما تسير السيارة على منحنى قمة، يظهر الطريق كتلة، حيث تسير السيارة لأول مرة صعودًا قبل أن تصل إلى أعلى المنحنى وتواصل الهبوط فيما بعد.

## المنحنيات الرأسية المنخفضة
المنحنيات الرأسية المنخفضة هي منحنيات تكون مخروطة لأعلى عندما تعرض من الجانب.
أهم معيار لتصميم هذه المنحنيات هو مسافة الرؤية الضوئية. عندما يقود السائق المنحنى المنخفض ليلاً، تكون المسافة بين الرؤية محدودة بالمستوى الأعلى أمام المركبة. يجب أن تكون هذه المسافة طويلة بما يكفي لكي يرى السائق أي عائق على الطريق ويوقف السيارة من مسافة الرؤية الأمامية. تحدد مسافة الرؤية (S) بزاوية ضوء الرأس وزاوية ميل المماس في نهاية المنحنى. عن طريق العثور أولا على مسافة رؤية ضوء الرأس (S) ثم حل طول المنحنى (L) ، يمكن تحديد طول المنحنى الصحيح.

## المقطع العرضي
يمكن اعتبار المقطع العرضي للطريق تجسيدًا لما يمكن أن يراه المرء تمامًا لو أن حفارة حفرت خندقا عبر الطريق، فيظهرا عدد الممرات، فضلا عن وجود أكتاف الشارع والأرصفة وغير ذلك أو غيابها من عناصر الطريق.

### عرض الممر
يؤثر اختيار عرض الممر على تكلفة الطريق وأدائه. تتراوح العروض التقليدية له من 3 أمتار (9.8 قدم) إلى 3.6 متر (12 قدمًا). وعادة ما تستخدم ممرات وأكتاف أوسع على الطرق ذات السرعة العالية والمرور بكميات أكبر، والطرق التي فيها أعداد كبيرة من الشاحنات والمركبات الكبيرة الأخرى أيضًا. يمكن استخدام ممرات أضيق على الطرق ذات السرعة الأقل أو التي تتسم بحركة مرور أقل.

## آثار السلامة لهندسة الطرق
تؤثر هندسة الطريق على أداء السلامة. في حين تظهر دراسات العوامل المساهمة في حوادث الطرق أن العوامل البشرية هي السبب في الغالب، فإن عوامل الطرق أيضًا هي الفئة الثانية.

### آثار السلامة للمحاذاة
تتأثر سلامة المنحنى الأفقي بطول المنحنى، ونصف قطر المنحنى، وما إذا كانت منحنيات الانتقال الدائري تستخدم، ومدى ملاءمة الطريق. أما بالنسبة لانحراف منحنى معين، فإن الانهيارات تكون أكثر احتمالا على المنحنيات ذات نصف القطر الأصغر.

## مسافة التوقف
المسافة التي يتوقف عندها البصر هي المسافة التي يقطعها السائق أثناء وقت الإدراك (بينما يدرك سائق السيارة حالة تتطلب التوقف، ويدرك أن التوقف ضروري، ويدوس على الفرامل)، ووقت المناورة (بينما يتباطأ السائق ويتوقف). تتأثر المسافات الفعلية للقطع بظروف الطرق وكتلة السيارة وانحدار الطريق والعديد من العوامل الأخرى. للتصميم، هناك حاجة لمسافة محافظة للسماح للسيارات التي تسير بسرعة التصميم بالتوقف قبل الوصول إلى جسم ثابت في مساره. عادة ما تسمح مسافة الرؤية للتصميم للسائق الأقل من المتوسط بالتوقف في الوقت المناسب لتجنب التصادم.

## آثار عدم كفاية مسافة البصر
غالبا ما تكون حوادث الاصطدام أكثر تكرارًا في المواقع التي يكون فيها التغير المفاجئ في طبيعة الطريق مخالفًا لتوقعات السائق. والمثال الشائع هو منحنى حاد في نهاية مقطع طويل من الطريق. يعالج مفهوم تناسق التصميم هذا من خلال مقارنة أجزاء الطرق المجاورة وتحديد المواقع مع التغييرات التي قد يجدها برنامج التشغيل مفاجئة أو غير متوقعة. من المرجح أن تستفيد المواقع التي تشهد تغييرات كبيرة في سرعة التشغيل المتوقعة من جهود التصميم الإضافية.